# Толчёнов, Иван Алексеевич
Иван Алексеевич Толчёнов (1754—1825) — купец 1-й гильдии, строитель одного из первых каменных жилых домов в Дмитрове. Один из самых известных представителей купеческой династии Толчёновых. Автор дневника «Журнал или записка жизни и приключений И. А. Толчёнова», который он вел до 1812 года на протяжении 40 лет.

## Биография

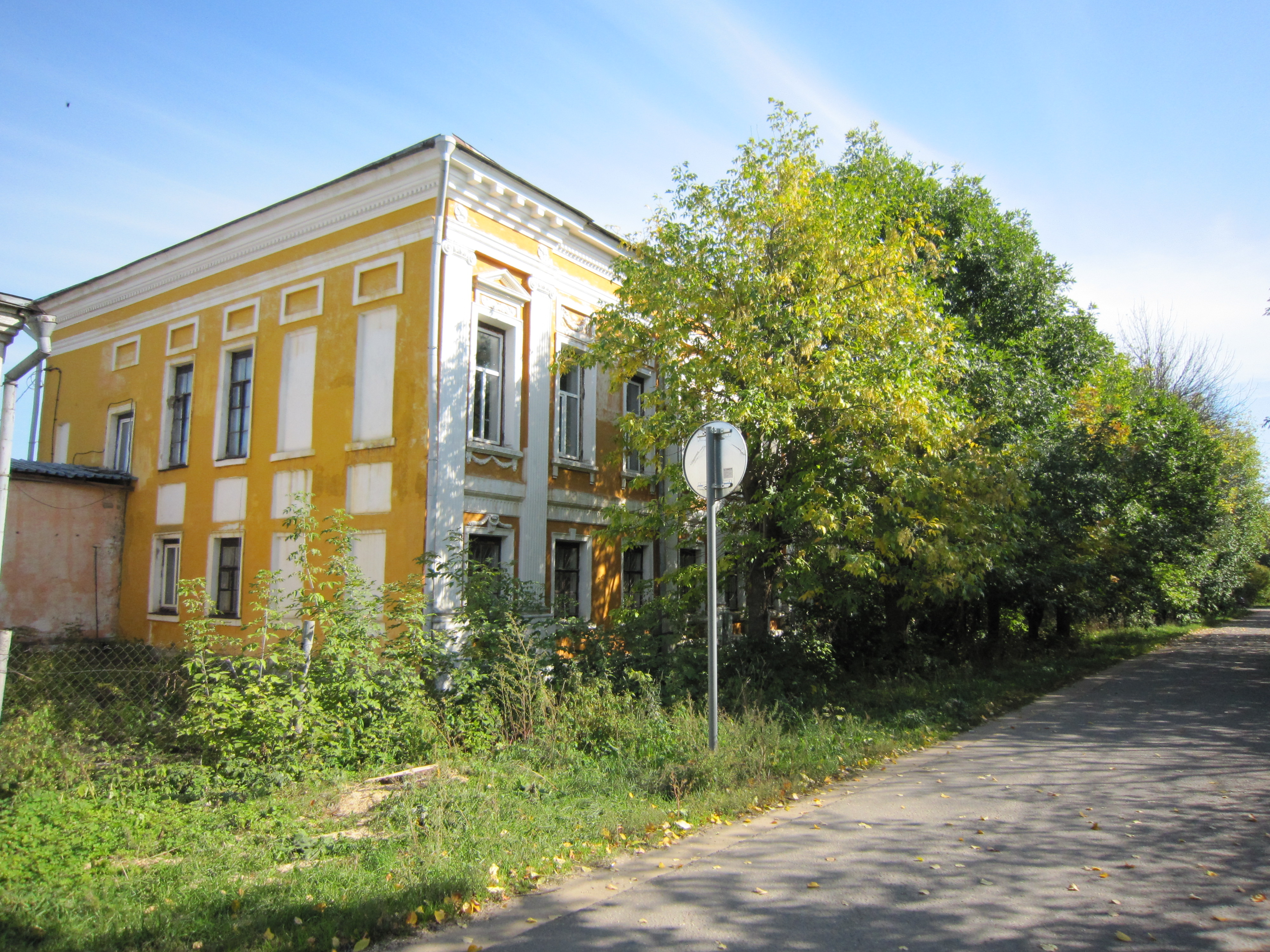
Дом Толчёнова в наше время

Иван Алексеевич Толчёнов родился в 1754 году в семье купца Алексея Ильича Толчёнова, происходившего из купеческой династии Толчёновых.
Иван Толчёнов вел свой дневник «Журнал или записка жизни и приключений И. А. Толченова» на протяжении 40 лет с 1772 года вплоть до 1812 года. В этом дневнике он писал про дмитровское купечество и жизнь города в конце XVIII — начале XIX века. В своем труде И. А. Толчёнов описывал строительство своего двухэтажного дома (современное название улицы, где расположен дом — Старо-Рогачёвская) и отмечал, что его постройку начал в 1785 году. Автор тщательно описывал не только этапы строительства, но и отделку дома и обустройство своей усадьбы.
Вместе со своим отцом, Алексеем Ильичем Толчёновым он относился к купцам 1-й гильдии. Он отмечал, что в семье Толчёновых принято было учить детей грамоте с 3-4 лет. Когда им исполнялось 14 лет, они отправлялись вместе с продаваемыми товарами в длительное путешествие.
Екатерина II выбрала Ивана Алексеевича для работы в Уложенной комиссии и купец несколько месяцев жил в Петербурге.
Дом Ивана Алексеевича Толчёнова сейчас больше известен в Дмитрове как Тугаринов дом, по фамилии следующего владельца. Это старинный особняк с антресолями. Строение считается хорошим образцом архитектуры эпохи классицизма. Кроме главного дома с флигелем были дома для работников, амбар, конюшня, скотный двор. Был устроен парк с прудом и беседкой. Предполагают, что архитектором этого здания мог стать Н. П. Осипов.
В 1786 году Иван Толчёнов выделил средства на строительство колокольни Введенской церкви. Также деньги на строительство выделил его отец Алексей Ильич Толчёнов и еще один родственник Фёдор Макаров.
Иван Толчёнов был городским головой Дмитрова. Пожертвовал в виде займа 2000 рублей на капитальный ремонт главного городского собора Успения.
Большие расходы и траты, которые не покрывались торговой прибылью, плохо повлияли на состояние И. А. Толченова и он оказался на грани разорения. В мае 1796 году он продал дом и усадьбу на Клинской улице Ивану Артемьевичу Тугаринову. Тугаринов также заменил его на посту городского главы. После этого, Иван Алексеевич уехал из Дмитрова в Москву.
Вот что он пишет в связи с этим в своем дневнике:
«В сем году принужден я сделался разстаться с любезным отечеством своим, городом Дмитровым, в коем 42 года с лишним препровел жизни своей, в нем родился; вырос … десять лет и сам торговал успешно и с пользою и на приращенную торговлею сумму выстроил прекрасный каменный дом, оранжереи, имел сады, рыбную ловлю, хорошую услугу и всего оного лишил себя и невинное семейство свое излишною роскошью и беспечностию о делах своих, прибавя к тому и некоторые потери по Петербургу и таким образом из почтенного звания первого по городу купца дошел до звания презрительного, а из прекрасного дому переселился жить в темные и беспокойные покои, в московскую квартиру».Иван Алексеевич Толчёнов

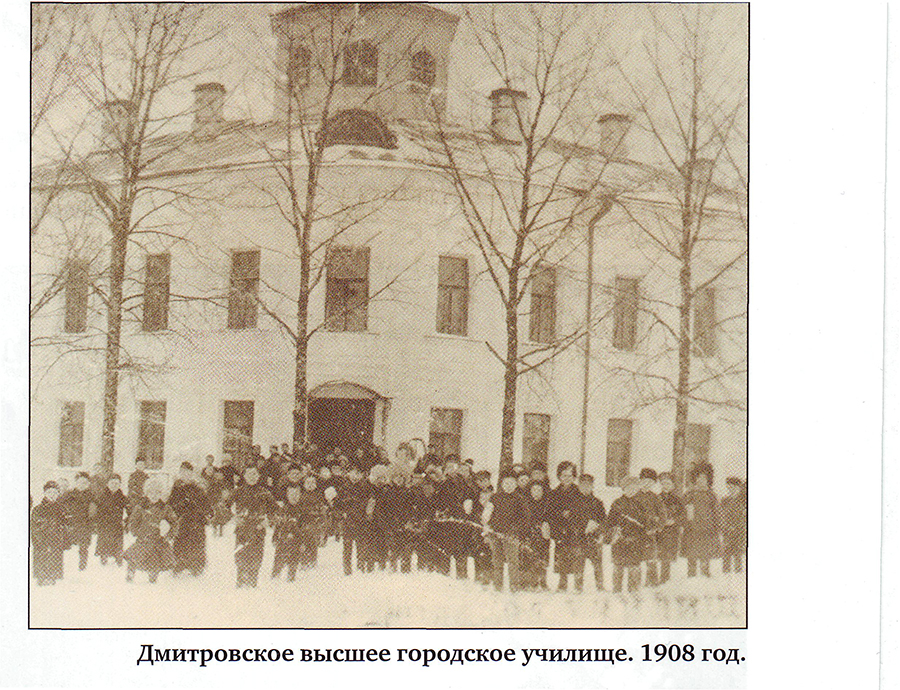
Дом Толчёновых. Конец XVIII века. Школьный переулок, 2

По записям, сделанным в августе 1812 года, можно судить о решении Ивана Алексеевича Толченова покинуть Москву из-за наступления армии Наполеона и переехать в Петербург.